# Topcliffe Maidens Bower
Topcliffe Maidens Bower, även känt som Topcliffe Castle, är en lämning efter en medeltida motteborg i England. Den ligger i byn Topcliffe i grevskapet North Yorkshire, 300 km norr om London. Närmaste större samhälle är Thirsk, 7 km norr om Topcliffe Maidens Bower.
Motteborgen var byggd i trä och uppfördes cirka 1071. På 1300-talet övergavs den.